# کجاس ماونتن (کارولینای شمالی)
کجاه'س ماونتن (به انگلیسی: Cajah's Mountain) شهری در ایالت کارولینای شمالی کشور ایالات متحده آمریکا است که جمعیت آن در سرشماری سال ۲۰۱۰ میلادی، ۲٬۸۲۳ نفر بوده‌است.